# Lomographa undilinea
Lomographa undilinea là một loài bướm đêm trong họ Geometridae.